# 李鴻鈞 (清朝)
李鸿钧，福建侯官（今福建福州）人，清朝政治人物。举人出身。

## 生平
道光元年，接替張萬選。擔任江蘇宜興縣知縣署。后由李本瑤接任。道光三年，接替姚大成。署任江蘇荆溪縣知縣。后由尹肇松接任。李鸿钧曾于1818年接替王维任青浦县知县一职，1819年由李宗颖接任。